# Isutoshi
Isutoshi (いすとし?) es un artista japonés de manga, creador de la serie de manga del género de artes marciales Aiki, el manga erótico Slut Girl y el manga no erótico Tende Freeze! (てんでフリーズ!?). Comenzó su carrera en 1994 produciendo obras que más tarde se publicaron en dōjinshi por el círculo Gerumaru (ゲルマル?). Sus historias suelen incluir situaciones eróticas y cómicas, centrándose en la personalidad y en la interacción sexual de los personajes durante el relato.

## Obras
- Funky Animal (1997), dōjinshi de Darkstalkers, trabajo de colaboración con varios círculos de dōjinshi.
- High School Planet Prowler 1 (1999)
- High School Planet Prowler 2 (2000)
- Mysterious Thief Police (20??) Una historia aislada publicada en Young Comic para celebrar su decimoquinto aniversario.
- Renge Returns (1996): dōjinshi recopilación de algunos de los trabajos anteriores de Isutoshi publicados por el círculo Gerumaru.
- Renge Ver, EVA (1996): dōjinshi recopilación de algunos de los trabajos anteriores de Isutoshi publicados por el círculo Gerumaru.
- Renge Ver. EVA 2 (1996): dōjinshi recopilación de algunos de los trabajos anteriores de Isutoshi publicados por el círculo Gerumaru.
- Renge Ver. Sakura (1997): dōjinshi recopilación de algunos de los trabajos anteriores de Isutoshi publicados por el círculo Gerumaru.
- Slut Girl (1999): Slut Girl fue traducido y publicado como una serie de seis cómics en los EE. UU. por Eros Comix en 2000.
- Slut Girl +α (2003): Una reimpresión de Slut Girl con un capítulo extra que concluye la historia.
- Tende Freeze! (2002–2004): Publicado en 4 volúmenes tankōbon.
- Aiki (2005)
- The Lord King de la serie Ero-Isu (2006).
- Yarase, Historia aislada (one-shot).
- Aiki S (2013): Continuación del manga Aiki.

Isutoshi ha producido una serie de obras cortas para antologías hentai tales como SNK Monogatari, Bruem - King of Fighters y Gensen Sexy Fighters, algunas de las cuales se recogieron por el círculo Gerumaru en la serie de dōjinshi Renge. Isutoshi también ha producido obras breves publicadas en la revista mensual Comic Kairakuten Beast.